# Сомешу-Рече
Сомешу-Рече (рум. Someșu Rece) — село у повіті Клуж в Румунії. Входить до складу комуни Джилеу.
Село розташоване на відстані 330 км на північний захід від Бухареста, 22 км на південний захід від Клуж-Напоки.

## Населення
За даними перепису населення 2002 року у селі проживали 1579 осіб. Рідною мовою 1575 осіб (99,7%) назвали румунську.
Національний склад населення села:
| Національність | Кількість осіб | Відсоток |
| -------------- | -------------- | -------- |
| румуни         | 1572           | 99,6%    |
| угорці         | 7              | 0,4%     |